# Kolumbianische Fußballnationalmannschaft (U-20-Frauen)
Die kolumbianische U-20-Fußballnationalmannschaft der Frauen repräsentiert Kolumbien im internationalen Frauenfußball. Die Nationalmannschaft untersteht der Federación Colombiana de Fútbol und wird seit 2021 von Carlos Paniagua trainiert. Die Spitznamen der Mannschaft sind Las Cafeteras und Las Chicas Superpoderosas.
Die Mannschaft tritt bei der Südamerika-Meisterschaft, den Juegos Bolivarianos und der U-20-Weltmeisterschaft für Kolumbien an. Hinter dem ungeschlagenen Rekordsieger Brasilien zählt das Team zu den erfolgreichsten U-20-Nationalmannschaften in Südamerika, konnte alle drei bisherigen Ausspielungen der Juegos Bolivarianos gewinnen (zuletzt 2022) und belegte bei der Südamerika-Meisterschaft zweimal den zweiten Platz (zuletzt 2022). Bei der U-20-Weltmeisterschaft erreichte die kolumbianische U-20-Auswahl 2010 das Halbfinale.

## Turnierbilanz

### Weltmeisterschaft
| Jahr   | Gastgeber       | Platzierung        |
| ------ | --------------- | ------------------ |
| 2002   | Kanada          | nicht teilgenommen |
| 2004   | Thailand        | nicht qualifiziert |
| 2006   | Russland        | nicht qualifiziert |
| 2008   | Chile           | nicht qualifiziert |
| 2010   | Deutschland     | Halbfinale         |
| 2012   | Japan           | nicht qualifiziert |
| 2014   | Kanada          | nicht qualifiziert |
| 2016   | Papua-Neuguinea | nicht qualifiziert |
| 2018   | Frankreich      | nicht qualifiziert |
| 2020 1 | Costa Rica 1    | – 1                |
| 2022   | Costa Rica      | Viertelfinale      |
| 2024   | Kolumbien       | Viertelfinale      |

### Südamerika-Meisterschaft
| Jahr   | Gastgeber     | Platzierung  |
| ------ | ------------- | ------------ |
| 2004   | Brasilien     | Gruppenphase |
| 2006   | Chile         | Gruppenphase |
| 2008   | Brasilien     | Gruppenphase |
| 2010   | Kolumbien     | 2. Platz     |
| 2012   | Brasilien     | 3. Platz     |
| 2014   | Uruguay       | 3. Platz     |
| 2015   | Brasilien     | 3. Platz     |
| 2018   | Ecuador       | 3. Platz     |
| 2020 2 | Argentinien 2 | – 2          |
| 2022   | Chile         | 2. Platz     |
| 2024   | Ecuador       | 3. Platz     |

### Juegos Bolivarianos
| Jahr | Gastgeber | Platzierung |
| ---- | --------- | ----------- |
| 2005 | Kolumbien | 2. Platz 3  |
| 2009 | Bolivien  | Sieger 3    |
| 2013 | Peru      | Sieger      |
| 2017 | Kolumbien | Sieger      |
| 2022 | Kolumbien | Sieger      |

## Personen

### Trainer
- Carlos Alberto Quintero (2017–2018)
- Carlos Paniagua (2021–)